# Combat de Kuppenheim
 (décembre 2019).
Si vous disposez d'ouvrages ou d'articles de référence ou si vous connaissez des sites web de qualité traitant du thème abordé ici, merci de compléter l'article en donnant les références utiles à sa vérifiabilité et en les liant à la section « Notes et références ».
La combat de Kuppenheim était un conflit militaire entre les armées française et autrichienne pendant la première guerre révolutionnaire.
L'Armée Rhin-Moselle du général Moreau avait chassé toutes les troupes qui lui faisaient face 5 jours après la transition à Kehl. Il est maintenant prêt à poursuivre l'offensive vers le Danube avec 60 000 hommes. Cependant, l'archiduc Charles avait forcé le général Jourdan à se retirer précipitamment plus au nord.
Moreau doit maintenant craindre que l'archiduc avance de toutes ses forces et l'attaque avec les troupes du FZM Latour. Il était donc urgent de vaincre Latour avant l'arrivée de l'archiduc et au moins de le repousser derrière le Neckar. Mais Moreau avait des doutes et décida de marcher contre Latour seulement 5 jours plus tard. Il se tenait avec 16 bataillons et 50 escadrons entre Rastatt et Kuppenheim, la petite ville de Gernsbach était occupée par 1 bataillon et du cordon du Rhin il attendait 10 bataillons de renforts. 

## Deroulemont
La division Ferino est laissée derrière pour observer le général Fröhlich et le prince Condé dans le Kinzig et Schutter, la division Duhesme avance jusqu'à Freudenstadt. Ce faisant, le général Laroche conquit le 2 juillet en cours de route le fort Kniebis et repoussa non seulement complètement les restes des troupes du district souabe chassées de Kehl, mais il vainquit également le général Hügel, qui avait marché jusqu'à Freudenstadt pour les soutenir, et 21 canons furent capturés. À la suite de ces événements, le duc de Wurtemberg Frédéric-Eugène entama des négociations avec la République qui devaient bientôt aboutir à un accord de paix.
Après le retrait de ces troupes, le général Moreau se retrouve avec 39 bataillons et 57 escadrons avec lesquels il arrive l'après-midi du 4 juillet dans la plaine entre Stallhofen et Steinbach. Les avant-postes de Latour se sont repliés en se battant contre la Murg. À l'exception des quelques bataillons qui occupaient Rastatt, son infanterie se trouvait sur la rive gauche de la Murg et devait donc être sur la défensive lors d'une attaque. Tout le tronçon entre Gernsbach et Kuppenheim, où une forte attaque est à craindre à juste titre, est occupé par un seul bataillon.

## Planification autrichienne
Avec la grande supériorité de l'infanterie, la victoire des Français devrait être inévitable. Pour les Autrichiens, il est cependant important de ralentir l'avance des Français et, si possible, de tenir la position jusqu'au soir, car l'archiduc est déjà arrivé près de Karlsruhe avec 24 000 hommes. Les tentatives de Latour, cependant, n'ont pas semblé appropriées pour atteindre ce résultat.

## Attaque française
Moreau transféra la direction de toute l'attaque au général Desaix, qui laissa la Division Taponnier marcher avec 12 bataillons et 5 escadrons via Baden-Baden jusqu'à Gernsbach, où l'attaque eut lieu tôt à 5 heures. Ce n'est que lorsque cette division aura progressé dans la vallée de la Murg que les troupes restantes attaqueront le front de la position autrichienne, à savoir Delmas à Kuppenheim et Beaupuy à Rastatt. (On ne sait pas pourquoi Taponnier n'a pas marché immédiatement le long de la Murg vers Kuppenheim, car il n'avait que deux bataillons contre lui ; cela aurait obligé Latour à battre rapidement en retraite. Il semble que le Taponnier soupçonnait des ennemis partout dans les montagnes). L'attaque contre Kuppenheim et Rastatt n'a eu lieu que vers midi. Après trois heures de combat, les Autrichiens sont contraints de se replier derrière la Murg, qu'ils exécutent sans perte. La tentative de brûler le pont de Rastatt a été contrecarrée par les Français qui le poursuivaient. La bataille se poursuivit jusqu'à la tombée de la nuit, sans que les Français ne parviennent à avancer plus loin dans la vallée du Rhin, que la cavalerie autrichienne a probablement empêchée par quelques attaques réussies. Les pertes ont été à peu près les mêmes des deux côtés. L'archiduc était un témoin oculaire de la bataille, ses troupes campaient près d'Ettlingen pendant la nuit.
Déjà le 9 juillet 1796, la bataille de Malsch a eu lieu.

## Sources
- (de) Cet article est partiellement ou en totalité issu de l’article de Wikipédia en allemand intitulé « Gefecht bei Kuppenheim (1796) » (voir la liste des auteurs).